# Perejaslawka
Perejaslawka (russisch Перея́славка) ist eine Siedlung städtischen Typs in der russischen Region Chabarowsk mit 7892 Einwohnern (Stand 1. Oktober 2021).
Perejaslawka ist das Verwaltungszentrum des Rajons Laso innerhalb der Region Chabarowsk. Es liegt am Fluss Kija.

## Geschichte
Perejaslawka wurde 1895 von Siedlern aus dem ukrainischen Dorf Lukaschi bei Perejaslaw gegründet. Zunächst trug der Ort zu Ehren des damaligen Generalgouverneurs der Region Amur, Sergei Michailowitsch Duchowski, den Namen Serg-Michailowka. 1916 erfolgte die Umbenennung in Perejaslawka. 1962 erhielt der Ort den Status einer Siedlung städtischen Typs. Zur Zeit der Sowjetunion existierten in Perejaslawka eine Möbelfabrik sowie eine Gemüsekonservenfabrik und eine Molkerei.

### Bevölkerungsentwicklung
| Jahr | Einwohner |
| ---- | --------- |
| 1939 | 02.847    |
| 1959 | 06.644    |
| 1970 | 09.611    |
| 1979 | 10.992    |
| 1989 | 11.846    |
| 2002 | 10.455    |
| 2010 | 08.921    |
| 2021 | 07.892    |

Anmerkung: Volkszählungsdaten

## Verkehr
Perejaslawka ist mit dem Bahnhof Werino an die Transsibirische Eisenbahn angebunden. Es verkehren Fernpassagierzüge in Richtung Moskau, in Richtung Wladiwostok und nach Sowetskaja Gawan. Ferner liegt Perejaslawka an der Fernstraße M60, die Wladiwostok mit Chabarowsk verbindet und Teil der transkontinentalen Straßenverbindung Wladiwostok–Moskau ist.

## Sehenswürdigkeiten
In Perejaslawka gibt es ein Heimatmuseum. In der Umgebung des Ortes wurden zahlreiche Felszeichnungen aus der Jungsteinzeit entdeckt.